# World Music Festiv'Alpe
Le World Music Festiv'Alpe est un festival de musiques du monde organisé successivement à Château-d'Œx, Oron-le-Châtel puis Yverdon-les-Bains dans le Canton de Vaud en Suisse romande. Le dernier festival a eu lieu en 2009.

## Historique
La première édition du festival se tient en 1996 à Château-d'Œx où elle se déroule, dans un équilibre financier précaire, d'abord tous les deux ans, en 1998 et 2000, puis tous les ans de 2001 à 2004, sous l'égide de la Direction du développement et de la coopération. En 2005 la manifestation est organisée sous le nom de World Music Festival à Oron-le-Châtel où elle descend en vain. Le mauvais temps et le peu de fréquentation ont raison de cette localisation, l'édition 2007 est annulée. Boris Siradovic, Dominik Tanner et Michael Fust, membres de l'association organisatrice les Jardins du Word, tentent de la remettre à flot en la délocalisant à Yverdon-les-Bains,. À la suite de la mauvaise fréquentation des éditions 2008 et 2009, les organisateurs renoncent à la manifestation de l'année 2010, envisageant à nouveau une périodicité bisannuelle et une plus forte participation des acteurs culturels de la région à partir de 2011.

## Artistes invités
- 1996, Château-d'Œx :
- 1998, Château-d'Œx :
- 2000, Château-d'Œx : Natacha Atlas, Mich Gerber,  Misty in Roots, Kočani Orkestar, le Septeto Nacional (en) d'Ignacio Piñeiro[7]
- 2001, Château-d'Œx : Ekova, Sally Nyolo, Princess Erika, Patrice, Alfredo de La Fé, Faudel[2]
- 2002, Château-d'Œx, Zaneth, inventeur du cor des Alpes en fibre de carbone[8], Rabih Abou-Khalil[9]
- 2003, Château-d'Œx : El Bicho[10] et plus d'une quinzaine de concerts[11]
- 2004, Château-d'Œx : Sonalp[12],[13]
- 2005, Oron-le-Châtel : Massilia Sound System[3]
- 2006, Oron-le-Châtel : Sékouba Bambino, Olivier Ker Ourio, Sylvain Luc, Trilok Gurtu[1]
- 2007, Oron-le-Châtel : manifestation annulée[3]
- 2008, Yverdon-les-Bains :
- 2009, Yverdon-les-Bains : Taraf de Haïdouks, Ba Cissoko, Justin Adams[14], musiciens et conteurs d'Europe de l'Est, d'Amérique latine et d'Afrique[15]